# Krzysztof Król
Krzysztof Król (Rydułtowy, 6 febbraio 1987) è un ex calciatore polacco, di ruolo difensore.

## Carriera
Il 10 luglio 2008 ha firmato un contratto triennale con il Jagiellonia Białystok.
Nel mese di dicembre 2009 è stato in prova con il Palermo.
Nel giugno 2014 viene acquistato dalla squadra MLS dell'Impact de Montréal.

## Palmarès

### Competizioni nazionali
- Coppa di Polonia: 1

Jagiellonia Białystok: 2009-10
- Campionato moldavo: 1

Sheriff Tiraspol: 2012-2013